# 康斯坦丁·格里先科
康斯坦丁·伊萬諾維奇·格里先科（羅馬化：Kostiantyn Ivanovych Hryshchenko；1953年10月28日—），烏克蘭政治人物、外交官，曾任副總理、外交部長，亦曾任駐美國大使、駐俄羅斯大使及駐比利時大使等職。
格里先科於1953年誕生在基輔，1975年自莫斯科國立國際關係學院國際法學院畢業。

## 外交生涯
- 1981年－1991年：任職於蘇聯外交部，歷任專員、一等秘書等外交官銜[1]
  - 1985年－1990年：派附於蘇聯駐蒙特婁總領事館[1]
- 1992年－1995年：自參贊升任為烏克蘭外交部軍控暨裁軍司司長[1]
- 1995年－1998年：烏克蘭外交部副部長[1]
- 1998年－2000年：烏克蘭駐比利時大使（烏克蘭語：Посольство України в Бельгії）（兼轄荷蘭及盧森堡）、烏克蘭駐北約辦事處處長、烏克蘭常駐禁止化學武器組織代表[1]
- 2000年－2003年：烏克蘭駐美國大使[1]
- 2003年－2005年：烏克蘭外交部長[1]
- 2006年－2007年：烏克蘭總理外交政策顧問[1]
- 2008年－2010年：烏克蘭駐俄羅斯大使[1]
- 2010年3月11日－2012年12月24日：烏克蘭外交部長[1]

## 外部連結
- РНБОУ: ГРИЩЕНКО Костянтин Іванович
- Лідери України: Грищенко Костянтин Іванович

| 外交職務             | 外交職務                          | 外交職務                   |
| -------------------- | --------------------------------- | -------------------------- |
| 前任： 安東·布捷伊科 | 烏克蘭駐美國大使 2000年－2003年   | 繼任： 米哈伊爾·列茲尼克   |
| 前任： 奧列格·焦明   | 烏克蘭駐俄羅斯大使 2008年－2010年 | 繼任： 弗拉基米爾·葉利琴科 |